# Дракула је устао из гроба
Дракулa је устао из гроба (енгл. Dracula Has Risen from the Grave) је британски хорор филм из 1968. године, режисера Теренса Фишера, директан наставак филма Дракула: Принц таме и четврти у Хамеровом серијалу филмова о Брем Стокеровом Дракули. Кристофер Ли се по трећи пут нашао у улози грофа Дракуле.
Хамер продукција је по четврти пут остварила успех са филмовима о Дракули иако је забележен мали пад у односу на претходне делове. Кристофер Ли првобитно није желео да се врати у насловног вампира, али се на крају предомислио због пробоја серијала на америчко тржиште. Критичари су као најупечатљивију сцену издвојили велико финале у коме Дракула пада са литице на велики крст који га пробада кроз срце.
Публика је била далеко више задовољна од критичара, па је филм постао један од најуспешнијих Хамерових филмова у погледу зараде.

## Радња
Радња почиње 1905. када звонар и свештеник једне сеоске цркве у области Трансилваније пронађу леш младе девојке, још једне Дракулине жртве, сакривен у црквеном звону. 
Годину дана касније, након догаћаја из филма Дракула: Принц таме, Дракула је уништен и његов леш се и даље налази испод површине залеђене реке у којој се удавио. У посету истом селу долази монсињор, који затиче узнемирујућу ситуацију. Звонар је постао нем, локални свештеник је изгубио веру, а становници не желе да иду у цркву, јер како кажу: Сенка Дракулиног дворца пада на цркву. Како би поправио ситуацију, монсињор одлучује да лично оде у Дракулин дворац и истера зло. Међутим, ствари се не одвијају онако како је замислио. Велика олуја проузрокује да свештеник који га је пратио падне са литице и удари главом о стену. Крв са његове ране пада на Дракулин леш, који се појављује када се лед на реци изненада отопи. То проузрокује да Дракула поново оживи, док у међувремену монсињор запечати врата Дракулиног дворца вликим крстом и побегне са лица места. 
Изнервиран што не може да уђе у свој дворац од крста, Дракула креће у потрагу за монсињором како би се осветио њему и његовој породици.

## Улоге
| Глумац           | Улога                 |
| ---------------- | --------------------- |
| Кристофер Ли     | гроф Дракула          |
| Руперт Дејвис    | монсињор Ернест Милер |
| Вероника Карлсон | Марија Милер          |
| Бери Ендруз      | Пол                   |
| Јуен Хупер       | свештеник             |
| Барбара Јуинг    | Зена                  |
| Марион Мети      | Ана Милер             |
| Мајкл Рипер      | Макс                  |
| Џон Колинс       | студент               |
| Џорџ Купер       | газда крчме           |
| Крис Канингем    | фармер                |
| Норман Бејкон    | звонар цркве          |